# Gerhard Scheuch

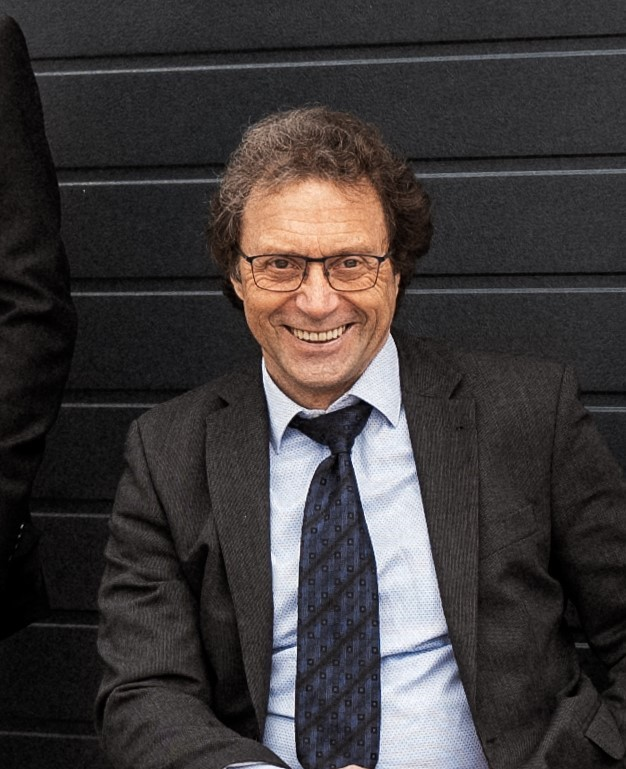
Gerhard Scheuch (2021)

Gerhard Scheuch (* 12. November 1955 in Gemünden an der Wohra) ist ein deutscher Physiker und Aerosolwissenschaftler.

## Ausbildung
Nach einer Ausbildung zum Werkzeugmacher und Fachhochschulreife in 1976 studierte Gerhard Scheuch von 1976 bis 1980 physikalische Technik an den Fachhochschule Wiesbaden und Rüsselsheim.
Anschließend studierte Scheuch Physik an der Goethe-Universität Frankfurt am Main.
1991 stellte er seine Doktorarbeit über die Abscheidung von Aerosolteilchen in der Lunge und die Reinigung der Teilchen aus der Lunge fertig. Dafür wurde er als erster Europäer 1993 den Kenneth T. Whitby Award der Amerikanischen Aerosolgesellschaft AAAR ausgezeichnet.

## Wissenschaftliche Laufbahn
Gerhard Scheuch war seit 1980 Mitarbeiter der Gesellschaft für Strahlen- und Umweltforschung mbH in Frankfurt am Main. Bis 1993 forschte er dort zusammen mit Willi Stahlhofen über die Einatmung und die Verbreitung von Aerosolen in der Lunge.
Nach seiner Promotion forschte Scheuch von 1994 bis 1999 im Helmholtz Zentrum München. 1996 war er zu einem Forschungsaufenthalt als Visiting Professor an der University of North Carolina und bei der US-amerikanischen Umweltbehörde EPA.
1999 verließ Scheuch das Helmholtz-Zentrum und gründete die Firmen Inamed (Auftragsforschungsinstitut für Aerosolmedizin), Activaero (Entwicklung von Inhalatoren und Inhalationsmedikamenten, 2014 an Vectura Ltd. verkauft), Ventaleon (Entwicklung eines Medikamentes gegen Influenza; 2019 an AspiAir verkauft) und GS-Bio Inhalation (Beratung im Bereich Aerosole, Aerosolmedizin und Medizintechnik). In der letztgenannten Firma ist Scheuch als Geschäftsführer tätig.
Scheuch hat (Stand Juli 2022) über 150 Artikel in wissenschaftlichen Zeitschriften veröffentlicht, die zusammen über 3.600 mal zitiert wurden. Sein h-Index beträgt 33. Seine meistzitierten Arbeiten befassen sich damit, wie Partikel durch die Lunge in den Körper gelangen bzw. wie sie ausgeatmet werden. Dabei wurden Fragestellungen untersucht, die die Aufnahme von Schadpartikeln, die Verabreichung von Medikamenten durch Inhalation oder das Ausatmen von Aerosolen (die Pathogene enthalten können) betreffen. So wurde in einer Arbeit von 2004 festgestellt, dass manche Menschen sehr viel mehr Bioaerosole ausatmen als andere und dass bei diesen die Anzahl der ausgeatmeten Aerosole durch Inhalation einer Salzlösung für mehrere Stunden auf rund ein Viertel der sonst üblichen Menge abgesenkt werden kann. Eine 2007 erschienene Arbeit untersuchte die Ablagerung und Aufnahme von nanoskopischen Kohlenstoffpartikeln in der Lunge und zeigte, dass sie kaum in den Körper aufgenommen werden. Über einen Zeitraum von 48h werden nur 25 % der eingeatmenten Partikel wieder abgeschieden, der Rest wird in der Lunge akkumuliert.
Scheuch war von 1999 bis 2015 im Vorstand der Internationalen Gesellschaft für Aerosolmedizin (ISAM) und von 2011 bis 2013 deren Präsident. Von 2010 bis 2018 war er auch Berater der Europäischen Arzneimittel-Agentur (EMA).

## Aktivität im Rahmen der COVID-19-Pandemie
Während der COVID-19-Pandemie beriet er zahlreiche Institutionen zur Ausbreitung von SARS-CoV-2 durch Aerosole in geschlossenen Räumen, darunter ab 2020 auch das Robert Koch-Institut.
Er arbeitete an Positionspapieren der Deutschen Forschungsgemeinschaft (DFG) und der Gesellschaft für Aerosolforschung (GAeF) mit und gab Interviews in Radio
und Fernsehen. In einer 2020 veröffentlichten Literaturstudie argumentierte er, dass Covid-19-Erreger durchs Atmen allein effizient verbreitet werden können und Husten oder Niesen dazu nicht notwendig sind. Er folgerte daraus, dass die Entwicklung geeigneter Masken zur Filterung der Aerosole sowie effiziente Luftfilter nötig seien, um die Verbreitung der Krankheit zu reduzieren.
Ab April 2021 veröffentlichte er einen wöchentlichen Podcast.

## Ehrungen
- 1993 Kenneth T. Whitby Award der Amerikanischen Aerosolgesellschaft AAAR[21]
- 2017 Juraj Ferin Award der ISAM für seine Forschungen im Bereich Aerosolmedizin[22]
- 2021 Fellow of ISAM Award für Verdienste um die Aerosolmedizin und die International Society for Aerosols in Medicine (ISAM)[23]
- 2023 Bundesverdienstkreuz 1. Klasse[24]